# Jesse Pearson (actor)
Jesse Pearson (18 de agosto de 1930 – 5 de diciembre de 1979) fue un actor, cantante, director y guionista de nacionalidad estadounidense.

## Biografía
Su verdadero nombre era Bobby Wayne Pearson, y nació en Seminole, Oklahoma. Tras editar dos discos sencillos para Decca Records con poco éxito, Pearson fue escuchado por el compositor Charles Strouse, que recomendó al artista para formar parte de la gira nacional del musical Bye Bye Birdie. Cuando Dick Gautier, el actor que iba a interpretar a Conrad Birdie, cayó enfermo, Pearson asumió el papel. Repitió su personaje en la adaptación al cine llevada a cabo en 1963, Bye Bye Birdie. A esa cinta siguió una actuación en la comedia de Glenn Ford Advance to the Rear (1964), pero después no recibió más ofertas para la gran pantalla, por lo que se dedicó a la televisión, actuando en shows como Bonanza, The Andy Griffith Show, McHale's Navy, The Great Adventure y The Beverly Hillbillies. En la siguiente década, Pearson fue narrador de la película The Norseman (1978), una saga Vikinga protagonizada por Lee Majors y Cornel Wilde, y dirigió The Legend of Lady Blue (1978), además de escribir el guion de Pro-Ball Cheerleader (1979) bajo el nombre de A. Fabritzi.
Pearson fue también el narrador de muchos álbumes, entre ellos los de Rod McKuen The Sea (1967) y Home to the Sea (1968), así como The Body Electric y The Body Electric-2, dos LPs basados en poemas de Walt Whitman estrenados a principios de los años 1970. También participó en el álbum en homenaje a Woody Guthrie We Ain't Down Yet (1976) y en dos discos religiosos de Jaime Mendoza-Nava: And Jesus Said... y Meditation in Psalms, editados en 1976. Pearson grabó un disco, The Glory of Love, para RCA Victor, que no llegó a ser lanzado comercialmente.
A principios de 1970, Pearson actuó en "The Mezcla Man", uno de los últimos episodios de la serie western Death Valley Days, presentada por Dale Robertson, actuando junto a Karen Carlson. En otro antiguo episodio de la misma serie, "The Rider" (1965), Pearson trabajó junto a Lisa Gaye, y en la entrega "The Courtship of Carrie Huntington" (1966), Pearson encarnó a Henry Windsor actuando junto a Sue Randall, Helen Kleeb y Dub Taylor.
A Jesse Pearson se le diagnosticó un cáncer, motivo por el cual se mudó a Monroe, Luisiana, para estar cerca de su madre, falleciendo en dicha población el 5 de diciembre de 1979, a los 49 años de edad.